# Bartholomeus van Wouw
Mr. Bartholomeus van Wouw ('s-Gravenhage, 31 juli 1597 - aldaar, 2 februari 1657) was een 17e-eeuwse advocaat en ridder in de Orde van Sint-Michiel.

## Biografie
Bartholomeus was de zoon van lakenkoopman Cornelis van Wouw. Hij was in de rol van secretaris betrokken bij de totstandkoming van Verdrag van Parijs (1635) en werd dat jaar in de Franse adelstand verheven. Nog geen tien jaar later zou Bartholomeus in 1644 benoemd worden tot ridder in de Orde van Sint-Michiel. Hij stichtte in 1649 het Hofje van de Ridder van Wouw, wat uit twee woonhuizen bestond. De veel grotere hof van zijn zus Cornelia stond daar pal naast. Bartholomeus schonk na zijn dood een juridische boekenverzameling voor het publieke goed. De verzameling werd op 6 februari 1679 in de bibliotheek van het Hof van Holland opgenomen, waar het op bepaalde dagen toegankelijk gesteld werd en beheerd zou worden door L. van der Sluys. De raadsheer Vallensis werd in 1703 belast met opmaken van een catalogus, waarna de collectie uit het zicht raakte. Een groot deel van de collectie zou de brand van 1759 niet overleefd hebben.

### Ambten
1625: Edelman van de extraordinaris ambassade naar Engeland

1634-1635: Secretaris van de extraordinaris ambassade naar Frankrijk

## Huwelijk en kinderen
Bartholomeus trouwde met Johanna Parret. Zij kregen:
- Petrönella Gisberta van Wouw; trouwde op 5 december 1660 met Mr. Johan de Witt. Stierf plotseling 13 dagen na haar trouwdag.[7]